# Prosopocera matillai
Prosopocera matillai là một loài bọ cánh cứng trong họ Cerambycidae.